# Selaginella carinata
Selaginella carinata — вид плауноподібних рослин родини нитинкові (Selaginellaceae).

## Поширення
Ендемік Еквадору. Виявлений у провінції Асуай. Відомий у двох погано досліджених районах у тропічних дощових гірських лісах. Востаннє зареєстрований у 1974 році.

## Місцезростання
Росте у високогірних андських лісах (2,000-3,500 м).

## Поширення
- Navarrete, H. & Pitman, N. 2003. Selaginella carinata. 2006 IUCN Red List of Threatened Species.  [Архівовано 16 серпня 2013 у WebCite] Downloaded on 23 August 2007.